# Всемирный день больного
Всеми́рный день больно́го (англ. World Day of the Sick) — международный день, призванный привлечь внимание людей к проблемам, с которыми сталкиваются больные люди по всей планете. Этот день — своеобразное социальное мероприятие, которое проводится по всему миру ежегодно, 11 февраля.

## История
«Всемирный день больного» стал отмечаться в 1993 году. Он был учреждён по инициативе папы римского Иоанна Павла II 13 мая 1992 года. В своём послании католикам он охарактеризовал цель этого Всемирного дня: «… дать почувствовать сотрудникам многочисленных медицинских католических организаций, верующим, всему гражданскому обществу необходимость обеспечения лучшего ухода за больными и немощными, облегчения их страданий». Иоанн знал обо всем этом не понаслышке, в 1991 году врачи поставили ему диагноз — болезнь Паркинсона.
Дата для проведения этого всемирного дня была выбрана потому, что католиками считается, что 11 февраля 1858 года в городе Лурд во Франции произошло явление Девы Марии Лурдской.
В этот день проходят всевозможные акции и мероприятия, посвящённые этой дате: концерты, тематические показы фильмов, обучающие беседы и т. п. У католиков же проходят торжественные мессы на латинском с преподанием таинства елеосвящения.